# József Csermák
József Csermák [ˈjoːʒɛf ˈtʃɛrmaːk] (* 14. Februar 1932 in Senec, Tschechoslowakei; † 14. Januar 2001 in Tapolca) war ein ungarischer Hammerwerfer und Trainer. Er wurde 1952 Olympiasieger und hatte 1952 für kurze Zeit den Weltrekord in seiner Disziplin inne.

## Leben
Csermák wuchs als Halbwaise mit seiner Mutter und seinem jüngeren Bruder in Tapolca auf. Er absolvierte eine Ausbildung zum Maschinenschlosser und legte danach die Prüfung zum Diesellokomotiv- und Zugmaschinenführer ab. Bis 1948 arbeitete er im Steinbruch in Nemesgulács, um ein Jahr später zu den Ungarische Staatsbahnen zu wechseln. Er wurde Leiter der MÁV-Verkehrsgruppe Tapolca sowie des Lokomotivschuppens.

## Sportliche Laufbahn
Erste internationale Erfahrungen sammelte József Csermák im Jahr 1952 bei den Olympischen Spielen in Helsinki, bei denen er mit im Alter von nur 20 Jahren mit einer Weltrekordweite von 60,34 m im Finale die Goldmedaille gewann und damit seinen Landsmann Imre Németh als Olympiasieger und Weltrekordhalter ablöste. Zudem gelang ihr der erste Wurf über die Distanz von 60 Meter. Sein Weltrekord hatte aber nur wenige Monate Bestand und im September wurde er vom Norweger Sverre Strandli als Rekordhalter abgelöst. Zwei Jahre später nahm er an den Europameisterschaften in Bern teil und gewann dort mit einem Wurf auf 59,72 m die Bronzemedaille hinter Michail Krywanossau aus der Sowjetunion und dem Norweger Strandli. 1956 gelangte er bei den Olympischen Spielen in Melbourne erneut bis in das Finale und erreichte dort mit 60,70 m Rang fünf. Zwei Jahre darauf wurde er bei den Europameisterschaften in Stockholm mit 61,00 m Achter und 1960 schied er bei den Olympischen Spielen in Rom mit einer Weite von 59,72 m in der Qualifikation aus. Er war darüber hinaus zumindest bis 1963 als aktiver Sportler unterwegs.
In den Jahren 1953 und 1954 sowie 1956 und 1957 wurde Csermák ungarischer Meister im Hammerwurf, 1957 mit einer Weite von 61,61 Meter. 

## Karriere
Nach seiner aktiven Karriere war József Csermák als Leichtathletiktrainer aktiv und war von 1967 bis 1970 ungarischer Nationaltrainer. Sein erfolgreichster Schüler wurde der Olympiasieger von 1968, Gyula Zsivótzky. Darüber hinaus wurde er 1989 Mitglied bei Magyar Olimpiai Bizottság, dem ungarischen Olympischen Komitee.
2001 starb Csermák im Alter von 68 Jahren in Tapolca.

## Auszeichnungen
- Ungarischer Verdienstorden: 1993, Verdienstkreuz in Gold